# Leionema dentatum
Leionema dentatum är en vinruteväxtart som först beskrevs av James Edward Smith, och fick sitt nu gällande namn av Paul G. Wilson. Leionema dentatum ingår i släktet Leionema och familjen vinruteväxter. Inga underarter finns listade i Catalogue of Life.